# Geranium hernandesii
Geranium hernandesii là một loài thực vật có hoa trong họ Mỏ hạc. Loài này được Moç. & Sessé ex DC. mô tả khoa học đầu tiên năm 1824.